# Маккивер, Брайан
Бра́йан Макки́вер (англ. Brian McKeever; род. 18 июня 1979, Калгари, Альберта, Канада) — канадский спортсмен, паралимпиец, выступающий в биатлоне и лыжных гонках. Многократный чемпион паралимпийских игр в лыжных гонках.

## Биография
Брайан Маккивер родился 18 июня 1979 года в канадском городе Калгари, провинции Альберта. Уже в 19 лет Брайан начал терять зрение из-за болезни Штаргардта.

## Спорт
Брайан решил заниматься лыжными гонками вместе со своим братом Робином, который до сезона 2012/13 выступал в роли спортсмена-ведущего.
Одновременно с лыжами Брайан стал заниматься и биатлоном, и в 2002 году он уже попал в канадскую Паралимпийскую сборную, где выступал в двух видах — лыжных гонках и биатлоне. В Солт-Лейк-Сити он выиграл две золотые (5 и 10 км) и одну серебряную медаль (20 км) в лыжах.
В 2003 году Брайан и Робин стали двукратными чемпионами мира по лыжным гонкам 2003 (7,5 и 12,5 км).
В 2005 году они стали чемпионами мира на дистанции 7,5 км в биатлоне.
В 2006 году, на зимних Паралимпийских играх в Турине Брайан повторил достижения в лыжных гонках, полученные в 2002 году, и выиграл бронзу в биатлоне на дистанции 7,5 км.
В 2007 году, в результате его большого успеха на Паралимпиаде в Турине, он был признан спортсменом года с инвалидностью.
В 2009 году Брайан и Робин стали серебряными призёрами чемпионата мира на дистанции 12,5 км в биатлоне.
В 2010 году Брайан собирался выступать и в Олимпийских и в Паралимпийских играх. На Олимпиаде он готовился выступить в лыжном марафоне на 50 км, но тренер заменил его на другого спортсмена, и так он не стал первым спортсменом, который в один год выступил на Олимпийских и Паралимпийских играх. Но на Паралимпиаде Брайан стал трёхкратным чемпионом, выиграв в спринте и в гонках на 10 и 20 км.
C сезона 2010/11 Брайан стал выступать с Эриком Карлтоном. В 2011 году Брайан стал трёхкратным чемпионом мира по лыжным гонкам среди слабовидящих (спринт, 10 км, 20 км) и серебряным призёром в биатлоне на дистанции 12,5 км.
В сезоне 2012/13 Брайан и Эрик стали обладателями кубка мира по биатлону среди слабовидящих.
В 2014 году Брайан стал трёхкратным Паралимпийским чемпионом в лыжных гонках (с Гремом Нисикавой — спринт, с Эриком Карлтоном — 10 км, 20 км).

### Спортивные достижения

#### Паралимпийские игры
| Место | Дата          | Место проведения | Вид                             |
| ----- | ------------- | ---------------- | ------------------------------- |
| 1     | 2002          | Солт-Лейк-Сити   | Лыжные гонки, 5 км              |
| 2     | 2002          | Солт-Лейк-Сити   | Лыжные гонки, 20 км             |
| 1     | 2002          | Солт-Лейк-Сити   | Лыжные гонки, 10 км             |
| 6     | 2002          | Солт-Лейк-Сити   | Биатлон, 7,5 км                 |
| 8     | 11 марта 2006 | Турин            | Биатлон, 12,5 км                |
| 1     | 12 марта 2006 | Турин            | Лыжные гонки, 5 км              |
| 3     | 14 марта 2006 | Солт-Лейк-Сити   | Биатлон, 7,5 км                 |
| 1     | 15 марта 2006 | Турин            | Лыжные гонки, 10 км             |
| 2     | 19 марта 2006 | Турин            | Лыжные гонки, 20 км             |
| 6     | 13 марта 2010 | Ванкувер         | Биатлон, пасьют                 |
| 1     | 15 марта 2010 | Ванкувер         | Лыжные гонки, 20 км             |
| 1     | 18 марта 2010 | Ванкувер         | Лыжные гонки, 10 км             |
| 1     | 21 марта 2010 | Ванкувер         | Лыжные гонки, спринт            |
| 1     | 10 марта 2014 | Сочи             | Лыжные гонки, 20 км             |
| 1     | 12 марта 2014 | Сочи             | Лыжные гонки, спринт            |
| 4     | 15 марта 2014 | Сочи             | Лыжные гонки, открытая эстафета |
| 1     | 16 марта 2014 | Сочи             | Лыжные гонки, 10 км             |

#### Чемпионат мира
| Место | Год  | Место проведения | Вид                                     |
| ----- | ---- | ---------------- | --------------------------------------- |
| 1     | 2003 | Байрсброн        | Биатлон, 12,5 км                        |
| 1     | 2003 | Байрсброн        | Биатлон, 7,5 км                         |
| 1     | 2005 | Форт-Кент        | Биатлон, 7,5 км                         |
| 6     | 2005 | Форт-Кент        | Биатлон, 12,5 км                        |
| DNS   | 2009 | Соткамо          | Биатлон, пасьют                         |
| 2     | 2009 | Соткамо          | Биатлон, 12,5 км                        |
| 2     | 2011 | Ханты-Мансийск   | Биатлон, 12,5 км                        |
| 1     | 2011 | Ханты-Мансийск   | Лыжные гонки, 10 км                     |
| 1     | 2011 | Ханты-Мансийск   | Лыжные гонки, 20 км                     |
| 1     | 2011 | Ханты-Мансийск   | Лыжные гонки, спринт                    |
| 1     | 2013 | Соллефтео        | Лыжные гонки, спринт 1 км               |
| 1     | 2013 | Соллефтео        | Лыжные гонки, 20 км                     |
| DNS   | 2013 | Соллефтео        | Лыжные гонки, 10 км                     |
| 3     | 2017 | Финстерау        | Лыжные гонки, эстафета 4×2,5 км         |
| 1     | 2015 | Кейбл            | Лыжные гонки, 20 км                     |
| 1     | 2017 | Финстерау        | Лыжные гонки, 20 км                     |
| 1     | 2017 | Финстерау        | Лыжные гонки, 10 км                     |
| 8     | 2019 | Принс-Джордж     | Лыжные гонки, эстафета 4×2,5 км         |
| 1     | 2019 | Принс-Джордж     | Лыжные гонки, 20 км классическим стилем |